# Guaita forestal

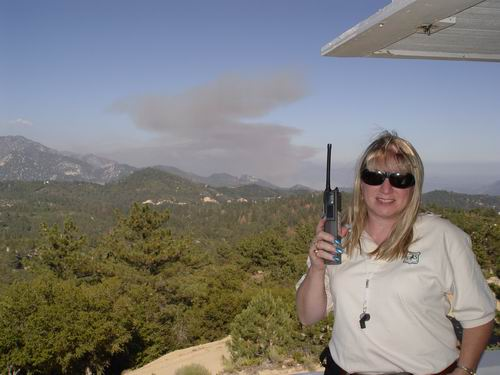
Guaita del USDA Forest Service

El guaita forestal és una persona que te assignada la tasca de buscar columnes de fum procedents d'incendis forestals al llarg del dia durant les hores d'insolació, des d'un punt fix al territori, normalment una torre de guaita d'incendis ubicada als cims o muntanyes que destaquin per una bona vista del terreny circumdant. La seva activitat es desenvolupa durant el període d'alt risc d'incendi forestal, per la qual cosa és una activitat temporal. Són professionals preparats per detectar des del primer moment qualsevol columna de fum, localitzar-la amb precisió perquè puguin reaccionar amb eficàcia tots els serveis d'emergència, i servir de guia de l'evolució de la columna de fum fins a l'arribada dels serveis d'extinció.
Poden dependre del Cos que té la potestat d'extinció d'incendis (normalment bombers), o de l'espai natural on estigui ubicada la torre de guaita.
La Generalitat de Catalunya va substituir el 2020 els guaites forestals per càmeres en les 48 torres de guaita que gestiona. A Catalunya segueixen operant els guaites forestals gestionats per municipis, Diputació de Barcelona i Consorci de Collserola.